# 기어 트레인
기어 트레인(gear train) 또는 기어 세트(gear set), 톱니바퀴 열은 기어의 톱니가 맞물리도록 프레임에 두 개 이상의 톱니바퀴(기어)를 장착하여 형성된 기계 시스템의 기계 요소이다.
기어 톱니는 맞물린 기어의 피치 원이 미끄러짐 없이 서로 굴러가도록 설계되어 한 기어에서 다음 기어로 회전이 원활하게 전달된다. 기어 및 기어트레인의 특징은 다음과 같다.
- 짝을 이루는 기어의 피치원의 기어비는 기어 세트의 속도비와 기계적 장점을 정의한다.
- 유성 기어열은 컴팩트한 패키지로 높은 기어 감속을 제공한다.
- 비원형이지만 토크를 원활하게 전달하는 기어의 치형 설계가 가능하다.
- 체인 및 벨트 드라이브의 속도비는 기어비와 동일한 방식으로 계산된다. 자전거 기어 문서를 참고할 것.

접촉하는 톱니바퀴 사이의 회전 전달은 그리스의 안티키테라 메커니즘과 중국의 지남차로 거슬러 올라간다. 르네상스 과학자 게오르기우스 아그리콜라(Georgius Agricola)의 삽화는 원통형 톱니가 있는 기어열을 보여준다. 인벌류트 톱니의 구현으로 일정한 속도 비율을 제공하는 표준 기어 설계가 탄생했다.

## 같이 보기
- 기계
- 기구학
- 연속 가변 변속기
- 가상일